# Ivy Compton-Burnett
Ivy Compton-Burnett, född 5 juni 1884 i Pinner, Middlesex, död 27 augusti 1969 i London, var en engelsk författare.
Nathalie Sarraute menar i sin teoretiska essäsamling L'Ère du soupçon att Compton-Burnett när essäsamlingen skrevs hade de bästa lösningarna på romanens utmaningar. Hennes verk består nästan enbart av långa dialoger, som växlar mellan att vara lätta och svåra att förstå, för att hela tiden hålla läsaren i sitt grepp, menar Sarraute.

## Biografi
Compton-Burnett studerade vid Addiscombe College i Hove och två år vid Howard College i Bedford. Hon läste sedan klassisk filologi i London åren 1903 till 1907. 
Efter 1925 ägnade hon sig helt åt att skriva. Med spirituell elakhet skildrade hon engelskt överklassliv i det viktorianska samhället. Hon använde en kvick och dubbelbottnad dialog som slagkraftigt uttrycksmedel.
Hon tilldelades 1955 James Tait Black Memorial Prize för sin roman Mother and Son. I Storbritannien och USA har funnits ett nyväckt intresse för hennes romaner under 2000-talet. Flera har översatts till franska, spanska och andra språk.